# 仙台放送まつり
仙台放送まつり（せんだいほうそうまつり）は、宮城県仙台市に所在するフジテレビ系列ローカル局である仙台放送 (OX) が、2004年（平成16年）から2017年（平成29年）まで仙台市都心部の勾当台公園で毎年開催していた無料の屋外イベントである。

## 概要
勾当台公園の「にぎわいのゾーン」に位置する市民広場と円形広場、勾当台通をはさんだ「いこいのゾーン」に位置する滝前広場と野外音楽堂を会場にして開催される。キー局であるフジテレビ（CX）の人気番組のブースや、仙台放送の自社制作番組のブース、スポーツ体験ブース、飲食ブースなどの各種ブースが設置され、会場内に設けられたステージには番組出演者のほか、タレントや歌手、お笑い芸人、スポーツ選手、などが多数出演する大型屋外イベントである。

## 沿革
2004年（平成16年）4月より仙台放送は、仙台市太白区茂ヶ崎の旧社屋から青葉区上杉五丁目の新社屋に本社の移転を開始し、同年11月1日に新社屋から放送を開始した。これを記念して同年11月6日・7日の土・日曜日の2日間にわたって勾当台公園で開催されたのが「仙台放送大感謝まつり」である。
フジテレビ開局45周年を記念し2003年（平成15年）夏より開催され好評を得ていた「お台場冒険王」から「めちゃ²イケてるッ!」「はねるのトびら」「ワンナイR&R」「めざましテレビ」「トリビアの泉」などの人気番組ブースのほか、仙台放送オリジナルキャラクターのJUNIのダンスやみちのくプロレス、グッズの販売、番組体験ブース、飲食ブースなどを展開。好評を受け毎年開催のイベントとなった。
その後、2007年（平成19年）に開催した「開局45周年記念 仙台放送大感謝まつり」より9月下旬の土・日曜日の2日間の開催に変更、翌年の2008年（平成20年）より「仙台放送まつり」と改称した。
2011年（平成23年）3月11日に東北地方太平洋沖地震（東日本大震災）が発生したが、半年後に開催された「仙台放送まつり2011 ともに笑顔」では東北の復興支援もテーマに盛り込み、イベントのサポートにフジテレビのアナウンサー5人（笠井信輔、佐々木恭子、藤村さおり、梅津弥英子、高橋真麻）が派遣され「親子でともに 朗読会」で朗読を行なった
12年目を迎えた2015年（平成27年）は、5月の第4土・日曜日の2日間の開催に変更、翌2016年（平成28年）の開催は、4月の第3土・日曜日の2日間、2017年（平成29年）の開催は、6月の第4土・日曜日の2日間の開催となっている。
2018年（平成30年）からは毎年8月に夢メッセみやぎで開催されているみやぎ元気まつりと統合（合体）して「みやぎ超!!元気まつり」として開催されている。

## 年表
| 回 | 開催年 | 開催日           | イベント名                                                      |
| -- | ------ | ---------------- | --------------------------------------------------------------- |
| 01 | 2004年 | 11月6日、11月7日 | 仙台放送大感謝まつり ”祭”〜まっつる〜 お台場冒険王もやってくる! |
| 02 | 2005年 | 11月5日、11月6日 | 仙台放送大感謝まつり ”祭II”〜まっつるII〜                       |
| 03 | 2006年 | 11月4日、11月5日 | 仙台放送大感謝まつり 〜HAPPY!! JUNI LAND〜                      |
| 04 | 2007年 | 9月29日、9月30日 | 開局45周年記念 仙台放送大感謝まつり                             |
| 05 | 2008年 | 9月27日、9月28日 | 仙台放送まつり エコラボ2008                                     |
| 06 | 2009年 | 9月26日、9月27日 | 8チャレ合衆国 仙台放送まつり2009                                |
| 07 | 2010年 | 9月25日、9月26日 | 8チャレ 仙台放送まつり2010 元気スペシャル                       |
| 08 | 2011年 | 9月24日、9月25日 | 仙台放送まつり2011 ともに笑顔! 〜みんな元気になっちゃうぞ!!SP〜 |
| 09 | 2012年 | 9月22日、9月23日 | 仙台放送まつり2012 50L♡VE 〜これまでも、これからも〜            |
| 10 | 2013年 | 9月28日、9月29日 | 仙台放送まつり2013 全開!パワフル魂                              |
| 11 | 2014年 | 9月27日、9月28日 | 仙台放送まつり2014 地元愛！ LOCAL LOVE                          |
| 12 | 2015年 | 5月23日、5月24日 | 仙台放送まつり2015 仙台万博 SENDAI EXPO                         |
| 13 | 2016年 | 4月16日、4月17日 | 仙台放送まつり2016 仙台万博 SENDAI EXPO                         |
| 14 | 2017年 | 6月24日、6月25日 | 仙台放送まつり2017 仙台万博 SENDAI EXPO                         |

## おもな内容
- 仙台放送まつり公式サイト [10]、仙台放送まつり公式アカウント[11]より

### 2017年
6月24日
- メインステージ
  - グランドオープニングLIVE：夢みるアドレセンス
  - テレビ公開生放送：『仙台放送まつり2017仙台万博 〜開局55周年の全開55分スペシャル !!〜』
    - 出演：パンサー、カミナリ、アイデンティティ、鳥居みゆき、トミドコロ、ニードル、爆笑コメディアンズ

  - 城南コベッツ PRESENTS 〜こどものじかん JUNIチャンネル〜
    - 出演：木暮琉奈、JUNI

  - ゴリパラ見聞録 仙台出張LIVE[40]
    - 出演：ゴリけん、パラシュート部隊

  - ストリートライフ Presents T-1グランプリ
    - 出演：カミナリ、アイデンティティ、ニードル、爆笑コメディアンズ

  - ストリートライフ Presents 仙台万博 SPECIAL LIVE SATURDAY
    - 出演：NICO & The Gypsies、Beverly

6月25日
- メインステージ
  - レンタルのニッケン PRESENTS 〜こどものじかん JUNIチャンネル〜まつりスペシャル
    - 出演：木暮琉奈、JUNI、ドリームキャッチャー

  - ティーナ・カリーナ & パンダライオン 仙台空港から海外へ行こう！LIVE !!
  - 仙臺いろはステージ
    - 出演：いろは組、ぜんりょく☀ボーイズ

  - 東北・みやぎ復興マラソン応援ステージ
    - 出演：幹 miki、サザエさん

  - ストリートライフ Presents T-1グランプリ
    - 出演：インポッシブル、チョコレートプラネット、もりせいじゅ、フースーヤ、ニードル、爆笑コメディアンズ

  - ストリートライフ PRESENTS 仙台万博　SPECIAL LIVE SUNDAY
    - 出演：平井 大、パンダライオン、SUPER BEAVER

## 放送
2009年（平成21年）より開催初日の土曜日に仙台放送が自社制作する宮城県ローカルの情報バラエティ番組「あらあらかしこ」内でイベントの模様が生中継されている、同日午後には1時間の特別番組が組まれ、会場からの生放送が行われる。また、収録番組の後日放送が行われる場合もある。

### 生放送
- おいでよ! HAPPY!! JUNI LAND（2006年11月4日）
- 特別番組 仙台放送大感謝祭りにようこそ（2007年9月29日）
- 仙台放送まつり エコラボ2008（2008年9月26日）[47][48]
- 特別番組 8チャレ合衆国（2009年9月26日）
- 生放送! 仙台放送まつり2010 元気スペシャル!!（2010年9月25日）[49]
- 仙台放送まつり2012 50LOVE（2012年9月22日）
- 仙台放送まつり2013 全開!パワフル魂（2013年9月28日）
- 仙台放送まつり2014 地元愛！スペシャル（2014年9月27日）
- あらあらかしこ×仙台放送まつり2015 仙台万博SP（2015年5月23日）
- 仙台放送まつり2016 仙台万博（2016年4月16日）
- 仙台放送まつり2017 仙台万博 〜開局55周年の全開55分スペシャル !!〜（2017年6月24日）[8]

### 収録放送
- mashup!音王MUSIO（2007年）[50]
- カラーボトル LIVE in 仙台放送まつり2012（2012年12月28日）
- 拡大生放送スタート記念！深夜のあらかしSP「カラーボトル LIVE in 仙台放送まつり」（2013年11月3日）

## 関連番組
- 深夜のあらあらかしこ 〜仙台放送まつり直前SP!〜（2015年5月18日 - 2015年5月22日）- 5夜連続[51]

## 関連イベント
2015年5月16日・17日の2日間、東北楽天ゴールデンイーグルス対千葉ロッテマリーンズの試合に合わせて、楽天Koboスタジアム宮城前の宮城野原公園で仙台放送とコボスタ宮城のコラボレーションによる「仙台放送コボスタまつり」が開催された。
- あらあらかしこ生中継：小倉智昭、中山優馬、パンダライオン[52]
- 展示ブース：たまっち!ザキヤマチェック、バイキング地引網シューティング、紙兎ロペまちステージ、ふわふわジュニ[52]